# 越奸
越奸（えっかん、ベトナム語: Việt gian）は、ベトナムの利益を売るベトナム人を指す言葉。 この用語は、ベトナムの封建時代から存在している。ベトナム民主共和国（北ベトナム）が独立宣言をした1945年からベトナム独立同盟（ベトミン）は、フランスの入植者と協力したベトナム人を指す用語として、法律文書で公式にそれを使用した。 ベトミンの政策には、「国民の武装、越奸の処罰」、「フランスと日本の帝国主義者と越奸の資産の没収」が含まれている。 1953年1月20日、ホー・チ・ミンは北ベトナムで越奸を罰するために命令番号133-SLを発した。

## 処分と名誉回復
フランスの植民地時代の知識人のうち、ファム・クイン（Quỳnh Phạm中国語: 范瓊 1892年12月17日-1945年9月6日）はベトナム語で記す国学の確立を推奨して1917年に『南風雑誌』を創刊すると、西洋文学の抜粋訳（アルフレッド・ド・ヴィニーほか）を載せ哲学思想を研究、1932年からバオダイ宮廷で首相として働く。1924年の演説が舌禍となり1945年に処刑された。クインの金権政治批判をめぐる1924年の論争には1961年に言及があり、著作のの復刻他の名誉回復が図られた。